# Johann Stephan Bach

Eigenhändige Unterschrift vom 15. November 1713 unter ein Empfehlungsschreiben als Kantor des Braunschweiger Doms.

Johann Stephan Bach (* vor 1665 in Ilmenau; † 10. Januar 1717 in Braunschweig) war Musiker und Dichter aus der Familie Bach. Ab 1690 war er Kantor, Succentor und Präzentor des Braunschweiger Doms.

## Familie
Johann Stephans Vater war der Ilmenauer Kantor (ab 1668 Diakon) Johann Bach (1621–1686), der später in Lehnstedt als Pfarrer tätig war. Johann war ein Neffe von Lips († 1620) und Johannes Bach († 1626), sein Vater war vermutlich der Stadtrat Andreas Bach (1587–1637) aus Themar, der wahrscheinlich ein Sohn Veit Bachs war.  Döll vermutet, dass Johann Stephan aufgrund seines Alters ein Onkel Johann Sebastian Bachs gewesen sein könnte.

## Werdegang
Johann Stephan Bach wuchs in Ilmenau auf und wurde von seinem Vater musikalisch ausgebildet. Ab 1690 war er am Braunschweiger Dom tätig und in der Stadt sehr angesehen. Er verfasste einige Sonette, Kompositionen sind nicht überliefert. In erster Ehe war Bach mit Dorothea Schulze verheiratet. In dieser Zeit war er unter anderem Gesangslehrer von Andreas Heinrich Schulze (1681–1742), dem späteren Organisten der Lambertikirche in Hildesheim. Es wird vermutet, dass es sich dabei um einen Verwandten der Ehefrau handelte. Am 12. Mai 1701 heiratete Bach in zweiter Ehe Dorothea Catharina Schaffeldt. Der gemeinsame Sohn Johann Albrecht Bach wurde am 4. Februar 1703 in Braunschweig geboren und war später Vikar und Präzentor des Braunschweiger Doms. Er starb 1782.